# Oulantsi
Oulantsi (en macédonien : Уланци (Ulanci)) est un village du centre de la Macédoine du Nord, situé dans la municipalité de Gradsko. Le village comptait 80 habitants en 2002.

## Démographie
Lors du recensement de 2002, le village comptait :
- Macédoniens : 72
- Turcs : 7
- Serbes : 1